# Светлый Луч (Ивановская область)
Све́тлый Луч — деревня в Ивановском районе Ивановской области России, входит в состав Богородского сельского поселения.

## История
В 1981 году Указом Президиума Верховного Совета РСФСР посёлку Центрального Дома творчества композиторов присвоено наименование деревня Светлый Луч.

## Население
| 2010 |
| ---- |
| 262  |

## Улицы
В деревне имеется одна улица — Заречная.